# Zori

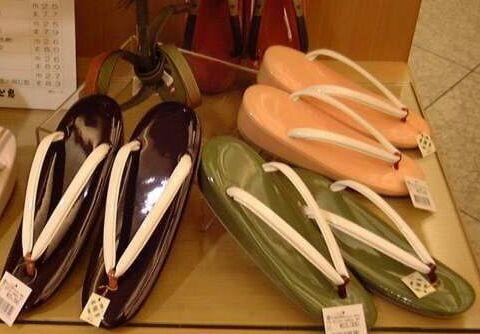
Moderna zori i plast för kvinnor

Zōri (草履) är en traditionell japansk sko/sandal oftast använd tillsammans med kimono och tabi. De hålls fast på foten med samma princip som för flip flops.
Zōri tillverkas av rishalm eller någon annan växtfiber. Numera används även plast.